# Campeonato da Europa de Atletismo de 2018 - Salto com vara feminino
A prova do salto com vara feminino do Campeonato da Europa de Atletismo de 2018 foi disputada entre os dias  7 e 9 de agosto de 2018 no Estádio Olímpico de Berlim em Berlim,  na Alemanha. 

## Recordes
Antes desta competição, os recordes mundiais e do campeonato nesta prova eram os seguintes:
|                       | Nome               | Nacionalidade | Altura  | Local      | Data                 |
| --------------------- | ------------------ | ------------- | ------- | ---------- | -------------------- |
| Recorde mundial       | Yelena Isinbayeva  | Rússia        | 5m 06cm | Zurique    | 28 de agosto de 2009 |
| Recorde do campeonato | Katerina Stefanidi | Grécia        | 4m 81cm | Amesterdão | 9 de julho de 2016   |
| Recorde europeu       | Yelena Isinbayeva  | Rússia        | 5m 06cm | Zurique    | 28 de agosto de 2009 |

Os seguintes recordes foram estabelecidos durante esta competição: 
| Data        | Evento | Atleta             | Nacionalidade | Altura  | Notas                 |
| ----------- | ------ | ------------------ | ------------- | ------- | --------------------- |
| 9 de agosto | Final  | Katerina Stefanidi | Grécia        | 4m 85cm | Recorde do campeonato |

## Medalhistas
| Ouro                     | Prata                        | Bronze               |
| Katerina Stefanidi (GRE) | Nikoleta Kyriakopoulou (GRE) | Holly Bradshaw (GBR) |

## Cronograma
Todos os horários são locais (UTC+2).
| Data        | Hora  | Evento       |
| ----------- | ----- | ------------ |
| 7 de agosto | 19:05 | Qualificação |
| 9 de agosto | 19:20 | Final        |

## Resultados

### Qualificação
Qualificação: Desempenho de 4.55 m (Q) ou os 12 melhores qualificados (q). 
| Posição | Grupo | Atleta                 | Nacionalidade               | 4.00 | 4.20 | 4.35 | 4.45 | 4.50 | 4.55 | Resultado | Notas |
| ------- | ----- | ---------------------- | --------------------------- | ---- | ---- | ---- | ---- | ---- | ---- | --------- | ----- |
| 1       | B     | Katerina Stefanidi     | Grécia                      | –    | –    | –    | –    | –    | o    | 4.55      | Q     |
| 2       | B     | Holly Bradshaw         | Grã-Bretanha                | –    | –    | –    | –    | o    | r    | 4.50      | q     |
| 2       | A     | Anzhelika Sidorova     | Atletas Neutros Autorizados | –    | –    | –    | –    | o    | r    | 4.50      | q     |
| 4       | A     | Ninon Guillon-Romarin  | França                      | –    | –    | –    | o    | –    |      | 4.45      | q     |
| 4       | B     | Nikoleta Kyriakopoulou | Grécia                      | –    | –    | –    | o    | r    |      | 4.45      | q     |
| 4       | B     | Maryna Kylypko         | Ucrânia                     | –    | o    | o    | o    | r    |      | 4.45      | q     |
| 4       | B     | Olga Mullina           | Atletas Neutros Autorizados | –    | o    | o    | o    | r    |      | 4.45      | q     |
| 4       | B     | Iryna Zhuk             | Bielorrússia                | –    | o    | o    | o    | –r   |      | 4.45      | q     |
| 9       | A     | Eléni-Klaoúdia Pólak   | Grécia                      | xo   | xo   | xo   | o    | –    |      | 4.45      | q     |
| 10      | A     | Amálie Švábíková       | Chéquia                     | xo   | xxo  | o    | xo   | –    |      | 4.45      | q     |
| 11      | A     | Angelica Bengtsson     | Suécia                      | –    | –    | xo   | xxo  | –    |      | 4.45      | q     |
| 12      | B     | Carolin Hingst         | Alemanha                    | o    | xo   | o    | xxx  |      |      | 4.35      | q     |
| 13      | B     | Lisa Gunnarsson        | Suécia                      | –    | xxo  | o    | xxx  |      |      | 4.35      |       |
| 13      | B     | Minna Nikkanen         | Finlândia                   | –    | xxo  | o    | xxx  |      |      | 4.35      | =     |
| 15      | A     | Lucy Bryan             | Grã-Bretanha                | o    | o    | xo   | xxx  |      |      | 4.35      | =     |
| 15      | B     | Marion Lotout          | França                      | –    | o    | xo   | xxx  |      |      | 4.35      |       |
| 17      | A     | Wilma Murto            | Finlândia                   | –    | o    | xxo  | xxx  |      |      | 4.35      |       |
| 17      | A     | Jacqueline Otchere     | Alemanha                    | o    | o    | xxo  | xxx  |      |      | 4.35      |       |
| 19      | B     | Maialen Axpe           | Espanha                     | o    | xo   | xxo  | xxx  |      |      | 4.35      |       |
| 20      | A     | Angelica Moser         | Suíça                       | –    | o    | xxx  |      |      |      | 4.20      |       |
| 20      | B     | Justyna Śmietanka      | Polónia                     | –    | o    | xxx  |      |      |      | 4.20      |       |
| 22      | A     | Mónica Clemente        | Espanha                     | o    | xo   | xxx  |      |      |      | 4.20      |       |
| 22      | A     | Lene Retzius           | Noruega                     | o    | xo   | xxx  |      |      |      | 4.20      |       |
| 24      | B     | Molly Caudery          | Grã-Bretanha                | xxo  | xo   | xxx  |      |      |      | 4.20      |       |
| 25      | A     | Femke Pluim            | Países Baixos               | –    | xxo  | xxx  |      |      |      | 4.20      |       |
| 25      | A     | Tina Šutej             | Eslovênia                   | o    | xxo  | xxx  |      |      |      | 4.20      |       |
| 27      | A     | Stefanie Dauber        | Alemanha                    | o    | xxx  |      |      |      |      | 4.00      |       |

### Final
| Posição           | Atleta                 | Nacionalidade               | 4.30 | 4.45 | 4.55 | 4.65 | 4.70 | 4.75 | 4.80 | 4.85 | 4.96 | Resultado | Notas                 |
| ----------------- | ---------------------- | --------------------------- | ---- | ---- | ---- | ---- | ---- | ---- | ---- | ---- | ---- | --------- | --------------------- |
| Medalha de ouro   | Katerina Stefanidi     | Grécia                      | –    | –    | –    | o    | –    | o    | o    | xxo  | xxx  | 4.85      | Recorde do campeonato |
| Medalha de prata  | Nikoleta Kyriakopoulou | Grécia                      | –    | o    | xo   | o    | o    | o    | xo   | xxx  |      | 4.80      | Recorde da temporada  |
| Medalha de bronze | Holly Bradshaw         | Grã-Bretanha                | –    | –    | o    | o    | –    | xxo  | xxx  |      |      | 4.75      |                       |
| 4                 | Anzhelika Sidorova     | Atletas Neutros Autorizados | –    | –    | o    | –    | xxo  | –    | xxx  |      |      | 4.70      |                       |
| 5                 | Ninon Guillon-Romarin  | França                      | –    | o    | o    | o    | xxx  |      |      |      |      | 4.65      |                       |
| 6                 | Angelica Bengtsson     | Suécia                      | –    | o    | xo   | xo   | xxx  |      |      |      |      | 4.65      |                       |
| 7                 | Iryna Zhuk             | Bielorrússia                | o    | xo   | xxo  | xxx  |      |      |      |      |      | 4.55      |                       |
| 8                 | Maryna Kylypko         | Ucrânia                     | xo   | xo   | xxx  |      |      |      |      |      |      | 4.45      |                       |
| 9                 | Carolin Hingst         | Alemanha                    | o    | xxx  |      |      |      |      |      |      |      | 4.30      |                       |
| 9                 | Amálie Švábíková       | Chéquia                     | o    | xxx  |      |      |      |      |      |      |      | 4.30      |                       |
| 11                | Olga Mullina           | Atletas Neutros Autorizados | xo   | xxx  |      |      |      |      |      |      |      | 4.30      |                       |
| 12                | Eléni-Klaoúdia Pólak   | Grécia                      | xxx  |      |      |      |      |      |      |      |      | NM        |                       |

Legenda
| Recorde mundial       | Recorde mundial (World record)               |                       | Recorde africano                      | Recorde africano (African) |                                           | Q | Classificado por posição (Qualified) |
| Recorde do campeonato | Recorde do campeonato (Championship record)  | Recorde da América    | Recorde da América (Americas)         | q                          | Classificado por melhor tempo (Qualified) |   |                                      |
| Melhor marca do ano   | Melhor marca do ano (World leading)          | Recorde asiático      | Recorde asiático (Asian)              | DNS                        | Não largou (Did not start)                |   |                                      |
| Recorde nacional      | Recorde nacional (National record)           | Recorde europeu       | Recorde europeu (European)            | DNF                        | Não terminou (Did not finish)             |   |                                      |
| Recorde pessoal       | Recorde pessoal do atleta (Personal best)    | Recorde da Oceania    | Recorde da Oceania (Oceania)          | DSQ / DQ                   | Desclassificado (Disqualified)            |   |                                      |
| Recorde da temporada  | Recorde da temporada do atleta (Season best) | Recorde sul-americano | Recorde sul-americano (South America) | NM                         | Sem marca (No mark)                       |   |                                      |